# Pinacopodium
Pinacopodium é um género botânico pertencente à família Erythroxylaceae.

## Espécies
- Pinacopodium congolense
- Pinacopodium gabonense